# Fred Perry
Frederick "Fred" John Perry (18. května 1909 – 2. února 1995) byl anglický tenista, držitel čtrnácti grandslamových titulů. Ve dvouhře byl trojnásobným wimbledonským vítězem (1934, 1935, 1936), třikrát vyhrál i Americké mistrovství (1933, 1934, 1936), jednou Roland Garros (1935) a jednou Australské mistrovství (1934). Stal se prvním tenistou v historii, který vyhrál všechny čtyři grandslamové turnaje a získal tak tzv. kariérní grand slam. Dvakrát též vyhrál Americké profesionální mistrovství (1938, 1941). Světovým hráčem číslo jedna byl 5 let, z toho 4× po sobě (1934–1938). Čtyřikrát vyhrál Davisův pohár (1933, 1934, 1935, 1936).
Narodil se ve Stockportu, v hrabství Cheshire. Do roku 2012 a vítězství Andy Murrayho na US Open byl posledním mužským britským vítězem grandslamového turnaje (od roku 1936). Do roku 2013 byl posledním Britem, který vyhrál Wimbledon. V roce 2013 to dokázal opět Andy Murray. 
Po ukončení aktivní kariéry založil firmu, která vyráběla sportovní oblečení. Značka Fred Perry se prosadila hlavně díky subkulturám jako mod.